# Jasmin Thienemann
Jasmin Thienemann (* 16. Juli 1998 in Schleswig-Holstein) ist eine deutsche Sumōtori.

## Werdegang
Nach mehreren Jahren im Judo wechselte Thienemann in den Sumo-Sport. Besonderen Gefallen findet sie am hohen Tempo während der Wettkämpfe. Seit 2012 trainiert Thienemann im Sarkwitzer SV Sumoverband Deutschland und ist mehrfache Deutsche Meisterin sowie Vize-Europameisterin 2013. Bei der Weltmeisterschaft 2015 in Osaka Japan startete sie in der Gruppe U18 der Frauen bis 60 kg. Dort erreichte sie den vierten Platz.
Sie ist aktuell im Vorstand des Sarkwitzer Sportverein e. V.

## Erfolge
| Wettkampf                              | Datum | Platzierung | Gewichtsklasse | Altersklasse |
| -------------------------------------- | ----- | ----------- | -------------- | ------------ |
| Weltmeisterschaft in Japan             | 2015  | 4. Platz    | -60 kg         | U18          |
| Landesmeisterschaft Schleswig-Holstein | 2015  | 1. Platz    | -63 kg         | U18          |
| Deutsche Meisterschaft                 | 2014  | 1. Platz    | -50 kg         | U18          |
| Europameisterschaft                    | 2014  | 3. Platz    | -55 kg         | U16          |
| Europameisterschaft                    | 2014  | 3. Platz    | -55 kg         | U18          |
| Landesmeisterschaft Schleswig-Holstein | 2014  | 1. Platz    | -60 kg         | U17          |
| Landesmeisterschaft Schleswig-Holstein | 2013  | 2. Platz    | -55 kg         | U17          |
| Europameisterschaft                    | 2013  | 2. Platz    | -55 kg         | U16          |
| Deutsche Meisterschaft                 | 2013  | 1. Platz    | -55 kg         | U16          |
| Landesmeisterschaft Schleswig-Holstein | 2011  | 3. Platz    | -50 kg         | U17          |
| Landesmeisterschaft Schleswig-Holstein | 2010  | 2. Platz    | -50 kg         | U14          |